# Aller (Somerset)
Aller – wieś w Anglii, w hrabstwie Somerset, w dystrykcie (unitary authority) Somerset. Leży 49 km na południowy zachód od centrum Bristol i 197 km na zachód od Londynu. W 2002 miejscowość liczyła 374 mieszkańców.